# 安藤令奈
安藤 令奈（あんどう れいな、1998年8月25日 - ）は日本のタレント。

## 来歴
愛媛県立今治西高等学校、お茶の水女子大学生活科学部を卒業後、東京大学大学院教育学研究科に進学した。大学在学中は海外留学も経験。	
高校の卒業式では卒業生代表の答辞を務めた。
お茶の水女子大学・東京大学大学院在学時に、それぞれミスコンに出場している。
祖父からの誘いにより小学1年生から高校生まで空手の型の選手として練習に励み、高校時代にはインターハイに出場。大学からは合気道を習っている。。
2023年4月15日（14日深夜）からフジテレビ系列で生放送されているバラエティ番組「オールナイトフジコ」で番組内での現役女子大生によるユニット「フジコーズ」として活動。
2024年3月に東京大学大学院教育学研究科を卒業。これを機に同年3月22日放送の「オールナイトフジコ」及び3月29日に開かれた番組イベント「フジコーズ卒業式2024」をもってフジコーズを卒業した。
2024年3月31日、自身のSNSでかねてから勉強していた公認心理師の国家資格に合格したことを発表した。

## 人物
- あだ名はあんどれ
- 好きな食べ物は鰻・いくら・牛タン・焼き鳥
- 嫌いな食べ物はうにとユッケ
- 座右の銘は「変わらないために、変わり続ける」[6]
- 憧れの人はイチロー・石原さとみ・田中みな実・小松菜奈
- 大学院では教育学研究科で臨床心理士になるための勉強をしている[7]。
- 将来の夢は起業家
- 「オールナイトフジコ」の番組内での企画「踊れるフジコを探せ!Habit選手権」で優勝し、賞品として1カ月間の豪華お弁当と、「SEKAI NO OWARIのバックダンサーとして踊れるようにパワーパフボーイズが交渉してくれる」権利を手にした。[8]
- 「TOKYO IDOL FESTIVAL 2023」と「オールナイトフジコ」のコラボステージで純情のアフィリア、同じくフジコーズの今井陽菜と鈴木心緒でAKB48の「ヘビーローテーション」をパフォーマンスした。

## 出演

### テレビ
- オールナイトフジコ（2023年4月15日 - 2024年3月23日、フジテレビ） - フジコーズとして

### ラジオ
- 東京おしゃべり倶楽部RADIO（2024年2月4日・3月3日、渋谷クロスFM）

### YouTube
- お茶大→東大院に進学しミス東大に選ばれた才女【安藤令奈】

### モデル
- itSnap
- WALLPAPER撮影会